# Bellator 132
Bellator 132: Pitbull vs. Straus foi um evento de artes marciais mistas promovido pelo Bellator MMA ocorrerrido em 16 de janeiro de 2015 no Pechanga Resort & Casino em Temecula, Califórnia. O evento será transmitido ao vivo pela Spike TV nos EUA.

## Background
A luta principal do evento foi a revanche pelo Cinturão Peso-Pena entre o atual campeão Patrício Freire e o ex-campeão Daniel Straus. No primeiro encontro dos dois no Bellator 45, em 21 de Maio de 2011, Freire venceu por decisão unânime em uma luta muito contestada.

## Card Oficial
Nota 1 Pelo Cinturão Peso Pena do Bellator.

## Ligações Externas
1. ↑  Nota 1